# Elisabethkirche (Bellings)

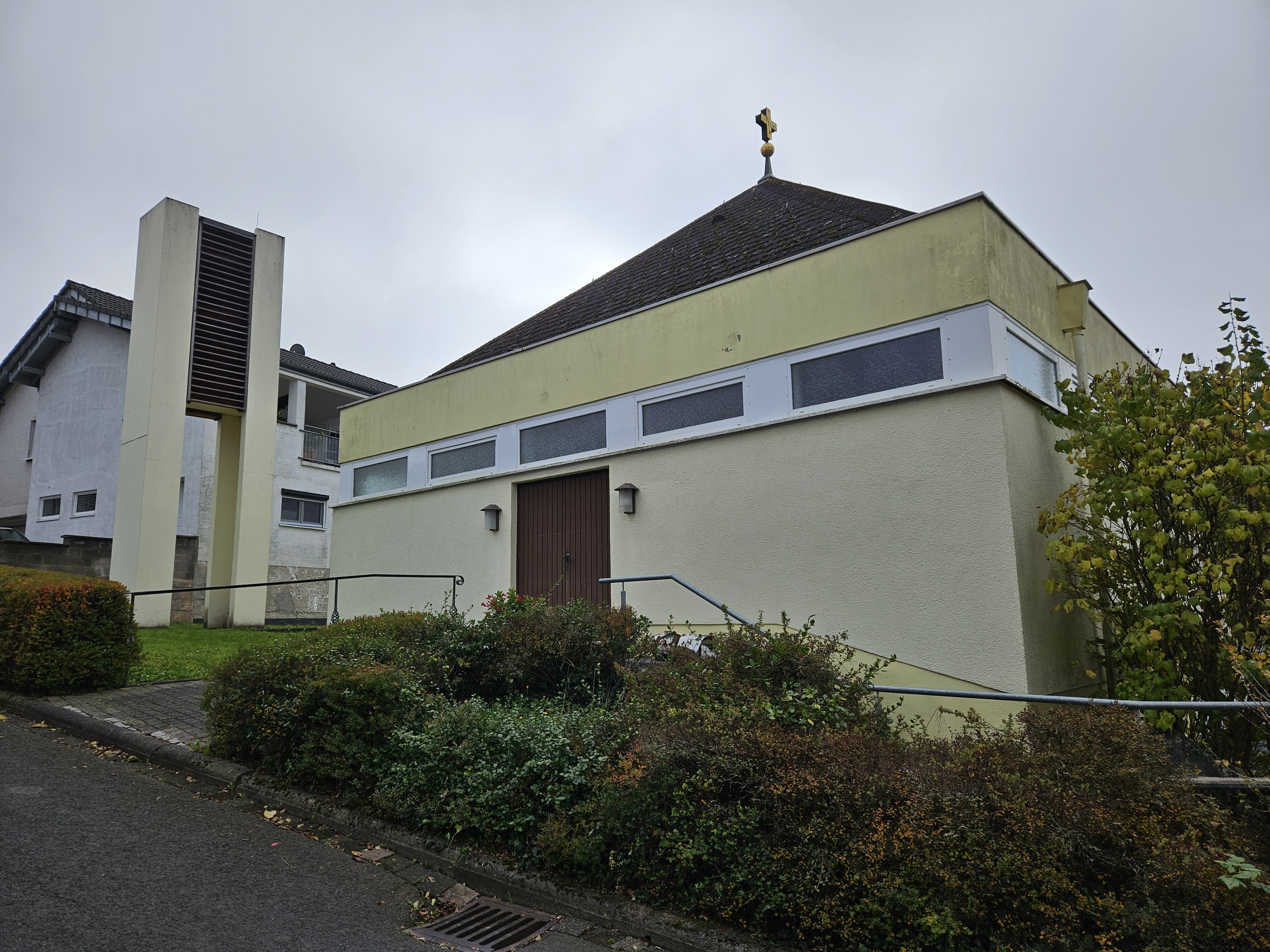
Außenansicht (2024)

Die evangelische Elisabethkirche ist ein Kirchengebäude in Bellings, einem Stadtteil von Steinau an der Straße im Main-Kinzig-Kreis (Hessen). Die evangelische Kirchengemeinde Hohenzell–Ahlersbach–Bellings gehört zum Kirchenkreis Kinzigtal im Sprengel Hanau-Hersfeld der Evangelischen Kirche von Kurhessen-Waldeck.

## Beschreibung

### Geschichte
Bellings gehörte wie Hohenzell bis 1843 zur Pfarrei Schlüchtern und wurde von den dortigen Pfarrern betreut. 1843 erlangte Hohenzell den Status einer eigenständigen Pfarrei. Zu dieser Pfarrei wurden auch die Gemeinden Bellings, Ahlersbach und der Hof Lindenberg eingegliedert.

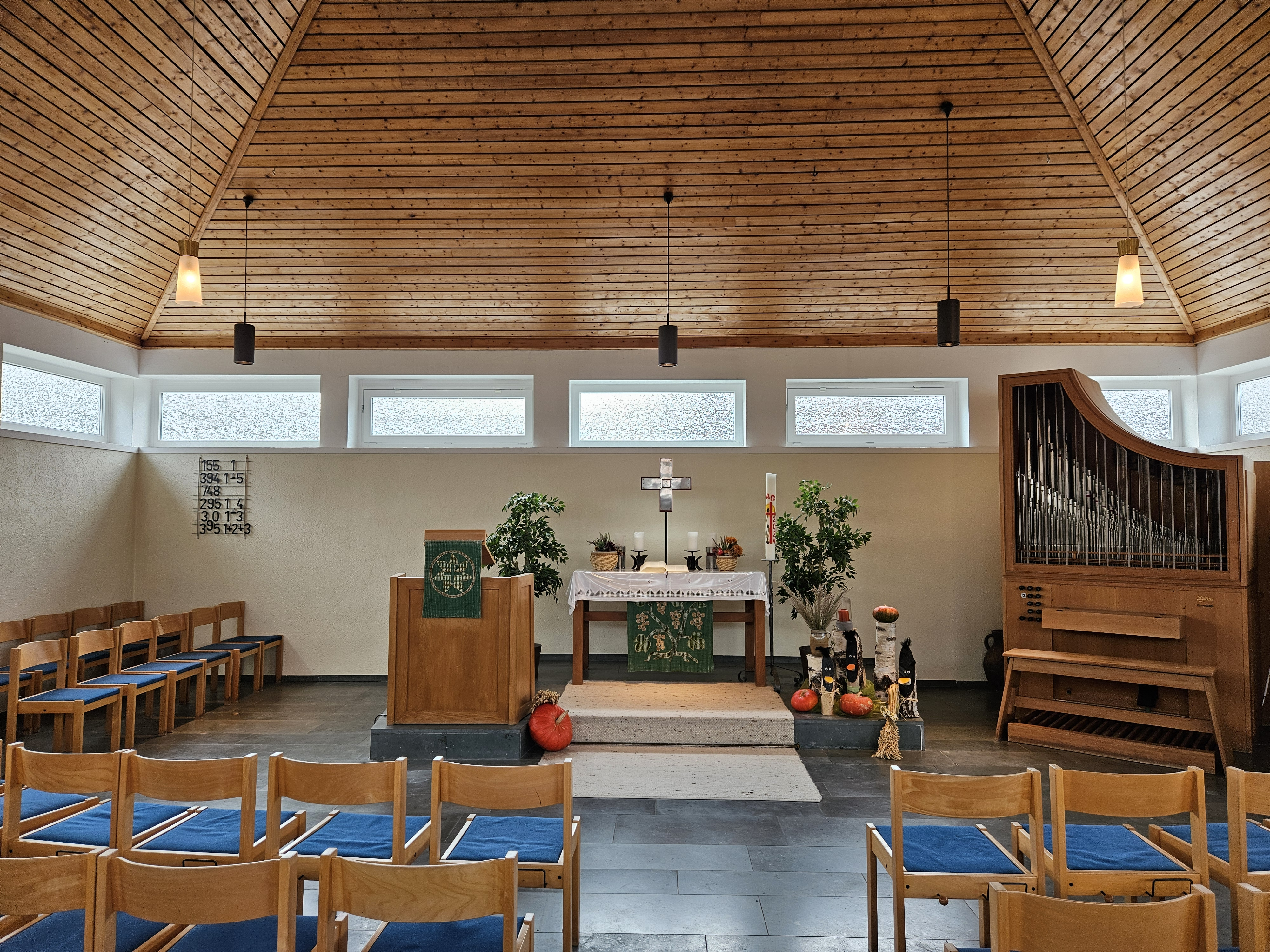
Kirchenschiff mit Altar und Orgel (2024)

Die Elisabethkirche wurde in den Jahren 1970–1971 errichtet. Die Einweihung fand am 11. Juli 1971 statt. Vor dem Bau der Kirche diente seit 1837 ein Betsaal in der Schule als Versammlungsort der Gemeinde.

### Architektur
Es handelt sich um einen modernen Kirchenbau in Viereckform mit Zeltdach. Ein freistehender Glockenturm mit zwei Glocken ergänzt das Gebäudeensemble. Im Untergeschoss der Kirche befindet sich ein Gemeindesaal.

### Ausstattung
Zur schlichten Ausstattung gehören ein hölzernes Gestühl, eine Kanzel und ein Altartisch aus Holz sowie ein Altarkreuz aus Holz und Metall. 

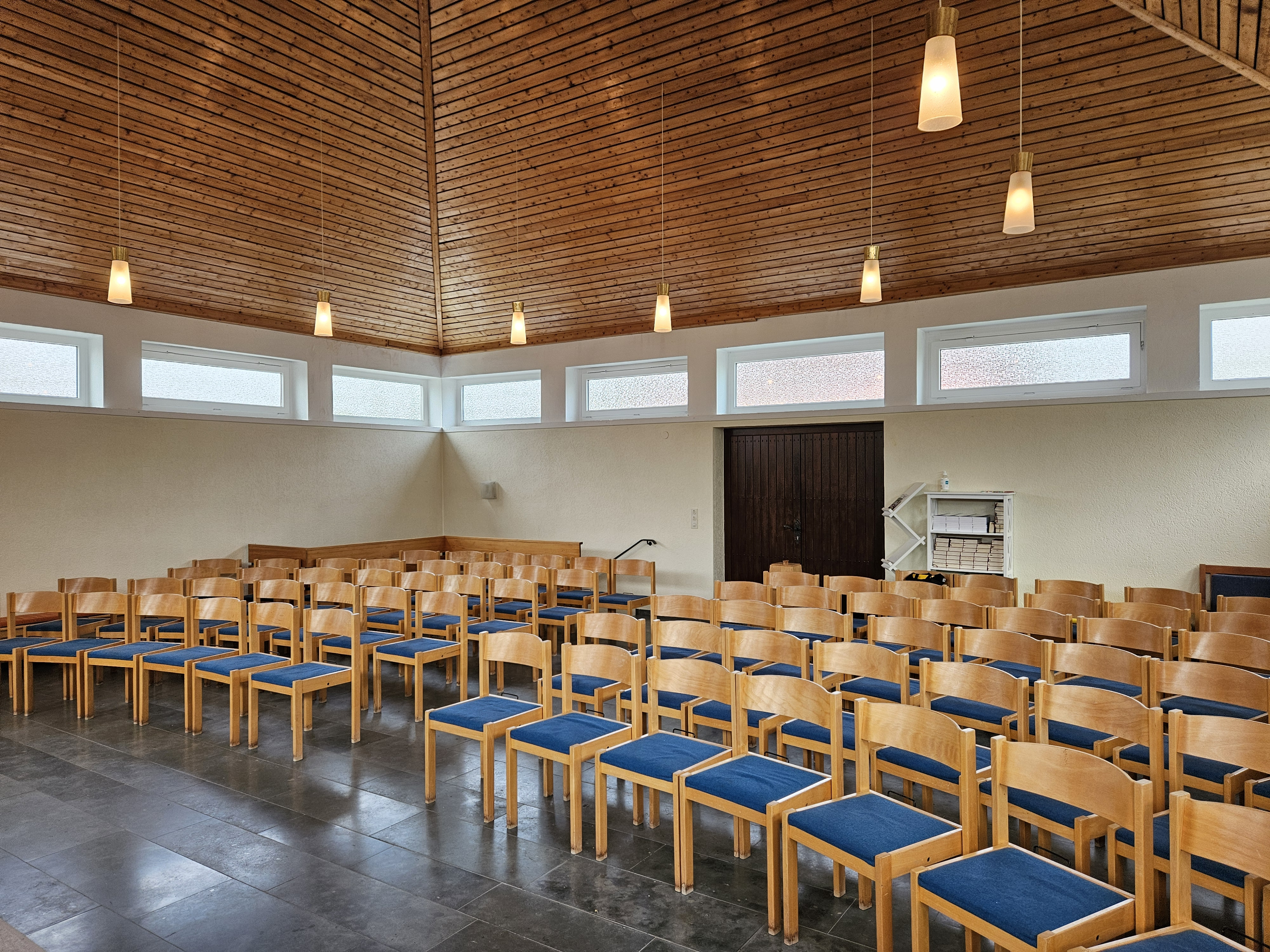
Kirchenraum (2024)

## Orgeln

### Betsaal (Alte Orgel)
1875 wurde eine Orgel, welche August Ratzmann 1844 für das Lehrerseminar Gelnhausen erbaut hatte, erworben und im Betsaal Bellings aufgestellt. Die mechanische Schleifladenorgel mit 7 Registern hatte eine typisch frühromantische Disposition. 1952 fand ein leichter Umbau durch E.F. Walcker (Ludwigsburg) statt. Nach dem Neubau der Kirche blieb das Instrument ungenutzt. Um einen Verkauf zu erreichen, war man der Ansicht, es zunächst im Sinne des Neobarock umbauen zu müssen. Vor einem Kauf des Instruments durch den Marburger Orgelbauer Gerald Woehl 1976 wurde die Orgel durch Bernhard Schmidt (Linsengericht) umgebaut. Seit 1993 steht sie verändert in der Michaeliskirche zu Gelnhaar:
| Manualwerk C–f3                       |       |
| Holzgedackt (S, zuvor Gedackt 8′)     | 8′    |
| Prinzipal (R)                         | 4′    |
| Traversflöte (R)                      | 4′    |
| Nasat (S, zuvor Gambe 8′)             | 2 ⁄3′ |
| Oktave (R)                            | 2′    |
| Mixtur III (S, zuvor Traversflöte 8′) | 1 ⁄3′ |

| Pedal C–c1 |     |
| Subbaß     | 16′ |

(S) = Schmidt 1975; (R) = Ratzmann 1844
- Koppeln: I/P

### Elisabethkirche (Neue Orgel)

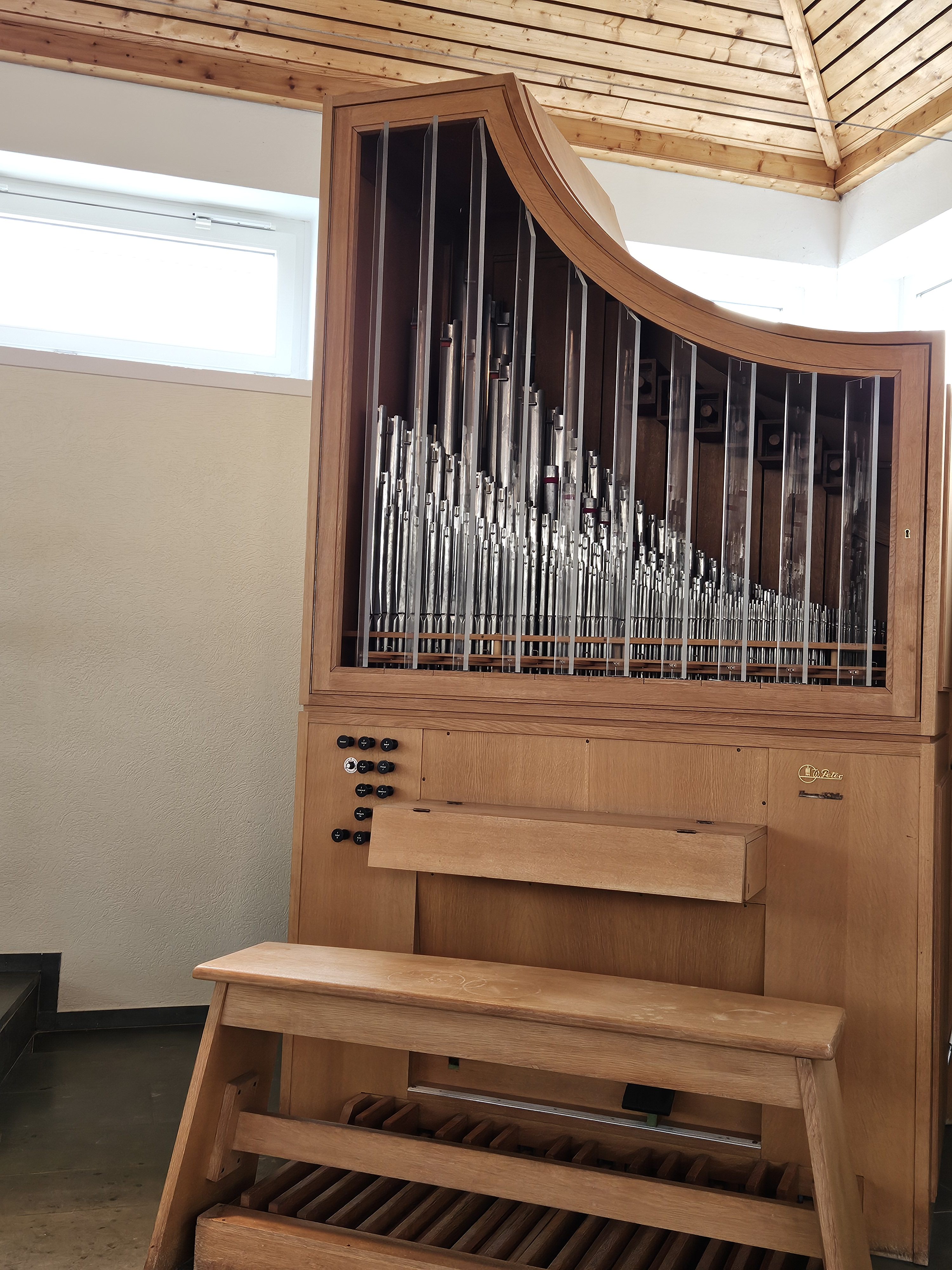
Orgel (2024)

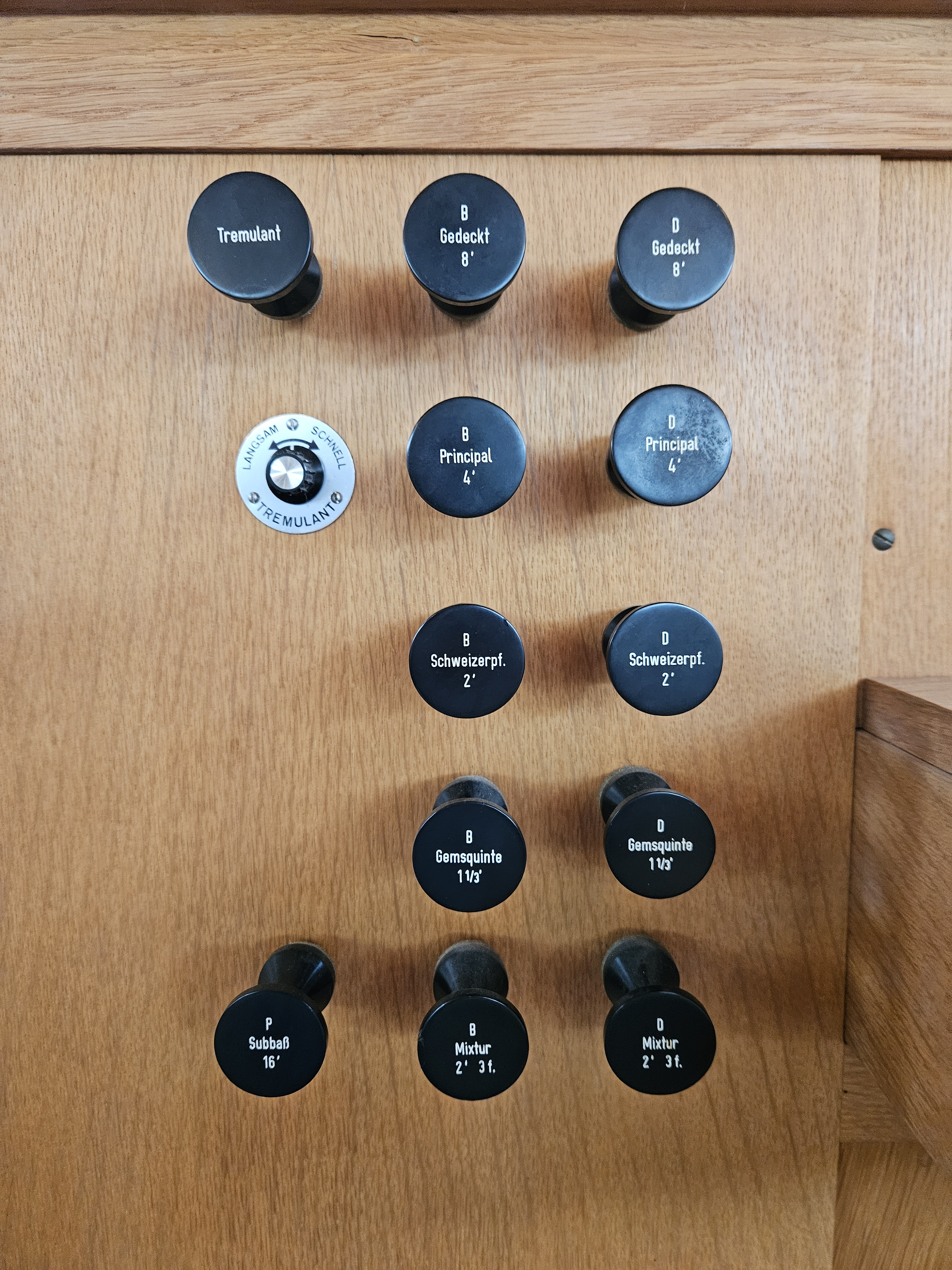
Registerzüge der Orgel (2024)

In der neuen Kirche erfolgte 1971 ein Orgelneubau durch Willi Peter aus Köln. Das Werk ist etwas kleiner als die alte Orgel im Betsaal. Die Disposition stammt vom Pfarrer und Orgelsachverständigen Ernst Karl Rößler aus Hohenzell. Die mechanische Schleifladenorgel besitzt geteilte Schleifen und ein modernes Prospektgehäuse in Harfenform mit einem Glasjalousieschweller. Sie hat 6 Register auf einem Manual und Pedal. Zwischen 1993 und 1994 reinigte und reparierte Otto Hoffmann aus Ostheim vor der Rhön nach einem Wassereinbruch  die Orgel. Dabei wurde ein neuer Subbaß eingebaut, nachdem der alte verquollen und geplatzt war.
| Manual (schwellbar) C–g3   |       |     |
| Musiziergedeckt            | 8′    | B/D |
| Principal                  | 4′    | B/D |
| Rohrschweizerpfeife        | 2′    | B/D |
| Überblasene Rohrgemsquinte | 1 ⁄3′ | B/D |
| Mixtur III                 | 2′    | B/D |
| Tremulant                  |       |     |

| Pedal C–f1 |     |
| Subbaß     | 16′ |

- Koppeln: I/P
- Schleifenteilung bei h0/c1

## Kirchengemeinde
Bellings gehört zusammen mit Hohenzell und Ahlersbach zur Kirchengemeinde Hohenzell–Ahlersbach–Bellings. Zusammen mit den Kirchengemeinden Steinau (Reinhardskirche, Katharinenkirche) mit Seidenroth und Marborn, der Kirchengemeinde am Landrücken mit Wallroth, Breitenbach, Kressenbach sowie Hintersteinau, Reinhards und Ulmbach und der Kirchengemeinde Bad Soden-Salmünster (Erlöserkirche, Versöhnungskirche) bildet die Gemeinde den Kooperationsraum Bergwinkel. Die Kirchengemeinden Hohenzell–Ahlersbach–Bellings und Steinau bilden ein Kirchspiel.

## Pfarrer
Seit der Gründung der Pfarrei in Hohenzell war diese auch für Bellings zuständig.
- 1843–1852: Karl August Konrad Rollmann
- 1852–1883: Friedrich Ferdinand Meinhard
- 1887–1896: Georg Adam Meyenschein
- 1896–1901: Jeremias Jakobus Wilhelm Pfeifer (1934–1936 in Schlüchtern, Pfarramt II)
- 1901–1904: Friedrich Ehringhaus
- 1904–1905: Johann Heinrich Junker (Pfarreiverweser)
- 1907–1914: Karl Wilhelm Castendyck
- 1914–1920: Arthur Reinhard Alexander Keßner
- 1921–1930: Adalbert Römheld
- 1933–1947: Ernst Haeckel
- 1947–1974: Ernst Karl Rößler
- 1974–1983: Johannes Martin Weber
- 1986–2003: Hartmut Augustin (Diakon, seit 1995 Pfarrer)
- 2003–2022: Michael Klaus
- Seit 2024: Dirk Kroker